# Menhir de la Républicaine
Le menhir de la Républicaine, dénommé parfois menhir de Morgat, est un menhir situé sur la commune de Crozon, dans le département du Finistère en France.

## Historique
En 1835, de Fréminville mentionne deux menhirs, l'un renversé gisant au sol de sept pieds de longueur et l'autre « resté debout de dix pieds de haut » et signale la présence d'un troisième menhir à peu de distance de « 6 pieds de haut seulement ». En 1844, de Fréminville corrige sa description et désigne « deux menhirs de 3 à 4 mètres de haut ». En 1876, Le Men mentionne trois menhirs qui, « entre l'anse de Morgat et la pointe de Trébéron, semblent être les restes d'un alignement ». Sur une carte légendée de l'ouvrage de Le Pontois, le menhir est figuré sous le nom de « menhir de Morgat ». Durant la première moitié du XXe siècle, le menhir debout est représenté sur de nombreux clichés photographiques et dessins sous le nom de « menhir de la Républicaine », cette dénomination semblant provenir de l'existence à proximité d'un fort construit sous la République, le site est alors un lieu de promenade apprécié par les habitants et les enfants se plaisent à tenter d'escalader le menhir. En 1938, le conseil municipal de Crozon demande le classement du site et en 1941 une nouvelle demande est formulée pour classer la pointe du Menhir au titre des sites pittoresques. En 1942, le propriétaire du terrain le cède à la commune sous réserve qu'il soit conservé en l'état et maintenu libre d'accès.

En 1944, l'armée allemande fait dynamiter le menhir craignant qu'il ne serve d'amer pour les Alliés. A partir de 1962, un particulier, P. Dantan, architecte à Saint-Cloud qui passait ses vacances à Crozon, se prend de passion pour le menhir. Il relève minutieusement les dimensions des différents fragments et parvient à la conclusion que sa restauration est possible. Malgré ses multiples démarches auprès de la commune et de la DRAC, il finit par renoncer à son projet en 1974 devant l'indifférence locale. En 1989, la commune fait ériger un faux menhir à une dizaine de mètres plus au sud mais face aux réactions défavorables des Crozonais, l'initiative est rapidement abandonnée.

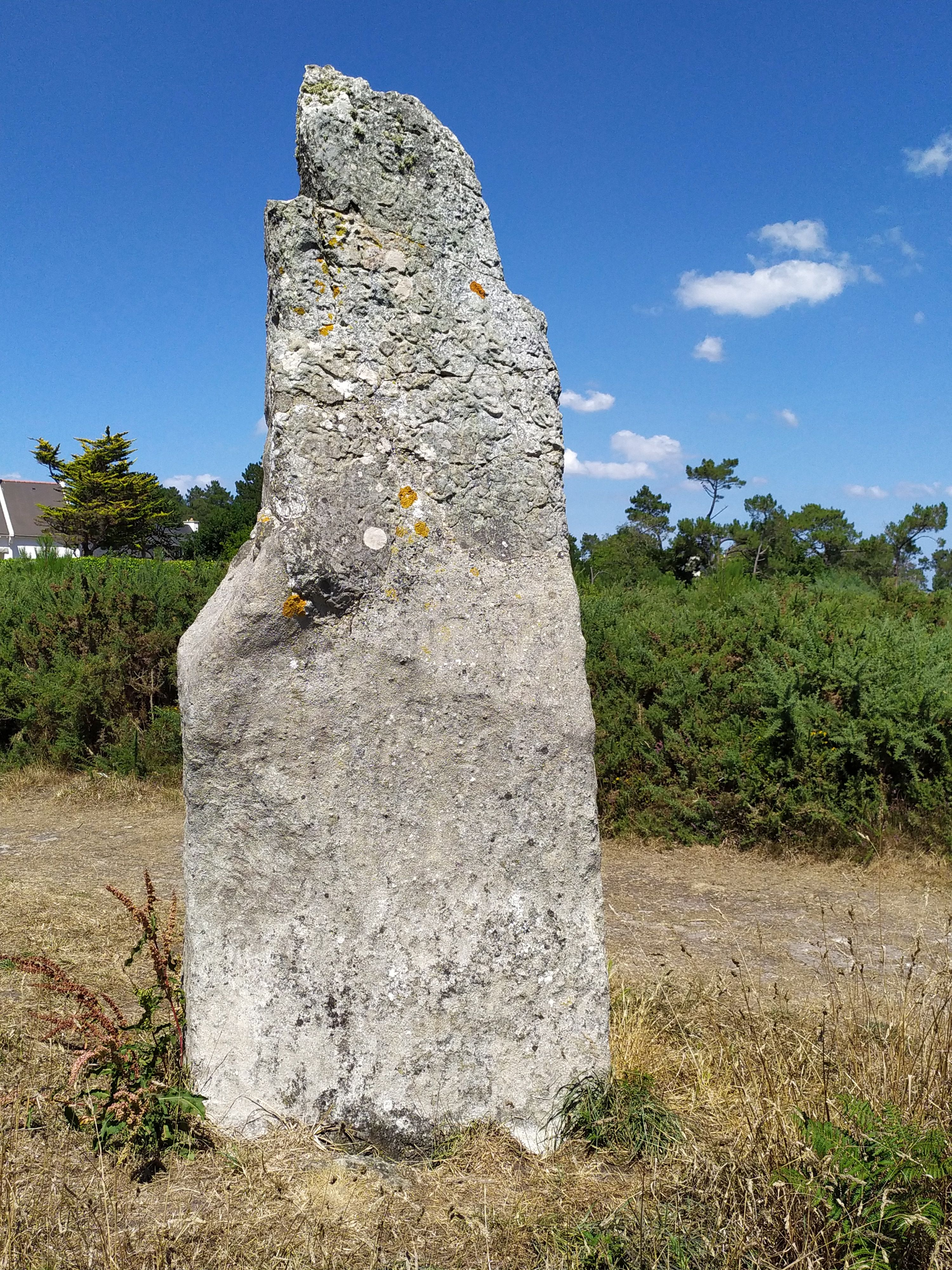
Face sud du menhir.

## Description
Le menhir a été érigé sur un promontoire rocheux à environ 80 m d'altitude constituant un belvédère embrassant l'anse de Morgat et au-delà toute la Baie de Douarnenez. Le menhir brisé mesurait 3,30 m hors sol et la pierre renversée mesure 3,60 m. Les dimensions données par Le Men sont donc erronées et doivent correspondre à une conversion en mètres de celles données en pieds par de Fréminville dans son premier descriptif, mesures corrigées dans son second descriptif de 1844, quant au troisième menhir cité, Le Men est assez imprécis et il pourrait s'agir du plus grand des menhirs de Raguenez situé à plus de 4 km. 
Le menhir est en grès d'origine locale.
La fouille préalable du site a permis de découvrir la fosse de calage du menhir, de forme ovalaire, mesurant 2,40 m de long sur 1,60 m de large et 0,65 m de profondeur. Le calage était assuré par des blocs de grès de petite dimension (de 20 à 40 cm) mélangé à une couche de terre jaunâtre comportant quelques charbons de bois. L'étude de cette fosse a permis de démonter que l'érection du menhir s'est réalisée par un relevage de la pierre depuis le sud. Vingt-six petits tessons de poterie en mauvais état ont été découverts dans l'angle sud-est de la fosse : ils ont souffert de l'acidité du sol et probablement été endommagés par l'explosion des charges d'explosifs placées à la base du menhir. Cette poterie comporte un dégraissant formé par un granite broyé, roche absente de la presqu’île, mais très présente au-delà.
La restauration a consisté à assembler les six fragments par goujonnage et collage avec une résine appropriée. Les manques ont été comblés avec du ciment et masqués par un mortier de chaux. La base du menhir, trop fragile, a été remplacée par un coffrage en béton armé sculpté pour lui redonner sa forme originelle connue d'après les documents anciens.

## Folklore
Selon une tradition recueillie en 1909 par J. Le Berre et rapportée par G. Guénin « sur la colline qui domine les grottes de Morgat, il y a deux menhirs, dont l'un est renversé. [...]Si les jeunes filles consentent à s'asseoir sur le menhir renversé, elles sont absolument sûres de se marier dans l'année ».